# Ulrich Riemerschmidt Verlag
Der Ulrich Riemerschmidt Verlag war ein deutscher Verlag, der von 1939 bis 1943 aktiv war.
Am 1. April 1939 gründete Ulrich Riemerschmidt den Verlag in Berlin. Im Oktober erfolgte der Eintrag im Handelsregister. Anlass der Verlagsgründung war die Herausgabe der Kleinschriften-Reihe zum zeitgenössischen Kunsthandwerk Werkstattbericht. Herausgegeben vom Kunst-Dienst, die bis 1943 in 30 Nummern erschien. Finanziell wurde die Gründung von Philipp F. Reemtsma unterstützt.
Im Mai 1940 wurde Riemerschmidt zum Militärdienst eingezogen. Daraufhin übertrug er den Verlag an Antonie (Toni) Müller, Tochter von James Loeb und Angestellte bei Buchholz. Die Berliner Wohnung von Toni Müller und die Geschäftsräume des Verlags wurden 1943 im Luftkrieg zerstört. 1943 endete deshalb die Verlagsproduktion, 1944 firmierte der Verlag in Murnau, dem Heimatort von Toni Müller.
Der Verlag gab unter anderem im Kunstbereich Werke von und zu Ernst Barlach, Alfred Kubin, Ludwig Kasper und Philipp Harth heraus, im literarischen Bereich unter anderem von Paul Verlaine, Bruno Adriani, Stefan Andres und Ernst Wilhelm Eschmann.
Nach 1945 wollte Toni Müller, nun Toni Kienlechner, den Ulrich Riemerschmidt Verlag in Murnau neu beleben, hatte aber keinen Erfolg. 1951 wurde der Gewerbebetrieb abgemeldet. Das Verlagsarchiv ist nicht erhalten.